# Liefde half om half
Liefde half om half is een televisiefilm uit 1979. Het is een bewerking van het Engelse toneelstuk How the Other Half Loves van Alan Ayckbourn. Het is vertaald door Jeroen Krabbé. Het toneelstuk werd in Nederland opgevoerd in het seizoen 1976 / 1977. De televisiefilm is een registratie van de toneelvoorstelling die werd opgenomen in het Hofpleintheater in Rotterdam. De opname vond plaats op 16 en 17 augustus 1976.  De televisie-uitzending vond plaats op 22 maart 1979. De toneelregie is van Adrian Brine en de televisieregie is van Theo Ordeman. 

## Verhaal
Het is een toneelstuk in vier bedrijven. Het stuk speelt zich af in het huis van de heer en mevrouw Foster en tegelijkertijd in de flat van de heer en mevrouw Phillips. 
Het is een relatiekomedie over drie getrouwde stellen, het echtpaar Frank en Fiona Foster, het echtpaar Bob en Teresa Phillips en het echtpaar William en Mary Featherstone. Het zijn drie totaal verschillende echtparen met verschillende sociale achtergrond. Sleur, verveling en desinteresse resulteren in ontrouw. Fiona Foster en Bob Phillips hebben een nachtje samen met elkaar doorgebracht. Deze geheime buitenechtelijke escapade moet natuurlijk geheim blijven. Fiona en Bob proberen om het echtpaar Featherstone als alibi te gebruiken voor hun vreemdgaan.

## Rolverdeling
- Ko van Dijk jr. - Frank Foster
- Lies Franken - Fiona Foster
- Pleuni Touw - Teresa Phillips
- Arnold Gelderman - Bob Phillips
- Jeroen Krabbé - William Featherstone
- Edda Barends - Mary Featherstone